# Berggericht (Thurgau)
Das Berggericht oder Bergknechtengericht war ein niederes Gericht zwischen Wil SG und Bischofszell und umfasste Wuppenau, Schönholzerswilen, Heiligkreuz, früher Amptenzell genannt, und weitere Siedlungen an Nollen und Gabris .
Die Entstehung und Entwicklung des oft mit dem Freigericht Thurlinden verwechselten Berggerichts sind kaum erforscht. Eventuell erwarb der Grundherr, das Kloster St. Gallen, die Gerichtsherrschaft nach 1300 von den Freiherren von Wunnenberg. Vermutlich wurde das Gericht aber erst Ende des 15. Jahrhunderts geschaffen (Offnung 1497). Das vom Wileramt verwaltete Berggericht lag ausserhalb des St. Galler Klosterstaats in der Landgrafschaft Thurgau und war bis zum eidgenössischen Schiedsspruch von 1525 konkurrierenden Rechtsansprüchen von Fürstabt und Eidgenossen ausgesetzt. Bis 1798 übte das Kloster ausser der Hochgerichtsbarkeit, die beim thurgauischen Landgericht lag, alle herrschaftlichen und gerichtlichen Rechte aus.